# Jacek Izydor Fisiak
Jacek Izydor Fisiak (n. 10 mai 1936, Konstantynów Łódzki, voievodatul Łódź, Polonia – d. 3 iunie 2019, Poznań, Polonia) a fost un filolog polonez, istoric de limbă engleză, profesor la Universitatea „Adam Mickiewicz” din Poznań, între anii 1965-2005 director al Institutului de Filologie Engleză, între anii 1985-1988 rector de asemenea al universității; între anii 1988-1989 ministru al educației naționale, profesor la Școala superioară de Limbi Străine „Samuel Bogumił Lindy” din Poznań; membru al Academiei de Științe Poloneze, membru al Academiei Europene de Știință, Artă și Literatură.
În 1959 a absolvit filologia engleză la Universitatea din Varșovia. În 1962 a devenit doctor, în 1966 doctor în filosofie, în 1970 profesor asociat, în 1977 profesor. Din 1965 este legat de Universitatea Adam Mickiewidz din Poznań(în anii 1985-1988 rector). Din 14 octombrie 1988 până la 1 august 1989 a fost ministrul educației naționale în guvernul lui Mieczysław Rakowski. A participat la procedurile Mesei Rotunde în calitate de copreședinte în cadrul Comisiei de Știință, Educație și Progres tehnologic.
Din 1966 până în 1990 a făcut parte din PZPR. Partidul Unit Muncitoresc.
În munca științifică s-a ocupat de lingvistică istorică, contrastivă, și teoretică precum și de lexicografie. Promovează peste 50 de lucrări doctorale precum și peste 300 de licențe. Autor al 35 cărți, redactor al următoarelor 37. De asemenea a publicat 41 de articole în reviste de specialitate, 36 în ediții redactate precum și 23 de recenzii.

## Distincții și premii
Decizia președintelui Aleksandru Kwaśniewski din 28 octombrie 2005 cu privire la recunoașterea extraordinarelor servicii aduse științei poloneze, pentru realizarile în lucrul didactic și organizatoric a dus la decorarea lui J. I. Fisiak cu Marea Cruce a  Ordinului Renașterii Poloniei, iar mai devreme, în 1996 președintele Aleksander Kwaśniewski i-a acordat Crucea Comandantului cu stea, precum și Ordinul Renașterii Poloniei.
La 19 aprilie 2006 la Universitatea „Adam Mickiewicz” din Poznań cu ocazia retragerii precum și a apropierii împlinirii vârstei de 70 ani lui Jacek Fisiak i-a fost sărbătorită ziua de naștere care scotea în evidență serviciile sale aduse anglisticii poznaniene. 
Scrisoarea de felicitare primită din partea ministrului științei și educației superioare, prof. Stefan Jurga l-a desemnat subsecretar de stat. Studenții și angajații la UAM s-au opus sărbătoririi profesorului acționând în opoziție cu anii 80 ai secolului XX ( printre alții și Przemysław Alexandrowicz). I s-a reproșat în principal colaborarea transparentă cu autoritățile și serviciile PRL( Republica Populară Polonă) împotriva societății academice, printre altele eliberarea angajaților din motive politice.
Doctor honoris causa la Universitatea din Jyväskylä, precum și la Universitatea Opole (10 martie 2005).